# Jules de Clérambault
Pour les articles homonymes, voir Clérambault.
Jules de Clérambault (v. 1660 - 17 août 1714) est un homme d'Église français, abbé de Saint-Taurin d'Évreux.
En 1695, il est élu membre de l'Académie française, succédant à La Fontaine. Comme il était bossu, on a dit que c'était Ésope qui remplaçait La Fontaine. Il s'occupa d'histoire et de théologie. Il était le fils du maréchal Philippe de Clérambault.